# Gerhard Kraschina
Gerhard Kraschina (* 7. Januar 1956) ist ein ehemaliger deutscher Fußballspieler, der 1984/85 für die BSG Stahl Brandenburg in der DDR-Oberliga spielte.

## Sportliche Laufbahn
Mit 15 Jahren wurde Kraschina 1971 in die Jugendmannschaft der BSG Stahl Brandenburg aufgenommen und bestritt vier Jahre später seine ersten Spiele in der zweitklassigen DDR-Liga-Mannschaft. 1977 trat er einen dreijährigen Wehrdienst an, konnte in dieser Zeit aber bei der ebenfalls in der DDR-Liga spielenden Armeesportgemeinschaft Vorwärts Neubrandenburg weiter Fußball spielen. In seiner ersten Neubrandenburger Saison 1977/78 verpasste er knapp den Aufstieg in die Oberliga, die Vorwärtsmannschaft scheiterte in der Aufstiegsrunde, in der Kraschina sieben der acht Qualifikationsspiele bestritt.
Nach Beendigung seines Armeedienstes kehrte Kraschina 1980 zu Stahl Brandenburg zurück. Dort wurde er im Laufe der Jahre vom Stürmer über das Mittelfeld zum Abwehrspieler umfunktioniert. Mit den Brandenburgern spielte Kraschina zunächst weiterhin in der DDR-Liga. 1982/83 hatte die BSG Stahl ebenfalls die Chance, in die Oberliga aufzusteigen, scheiterte aber auch in der Aufstiegsrunde. Kraschina hatte alle acht Aufstiegsspiele bestritten. Ein Jahr später gelang den Brandenburgern der Oberligaaufstieg. Nach 22 Ligaspielen hatten sie erneut den Staffelsieg errungen, zu dem Kraschina mit 21 Einsätzen beigetragen hatte. Die anschließenden acht Spiele in der Aufstiegsrunde fanden alle mit Kraschina statt und endeten mit Platz eins erfolgreich.
Die Oberligasaison 1984/85 verlief für Kraschina wenig erfolgreich. Zwar kam er gleich am ersten Spieltag als Innenverteidiger zum Einsatz, danach musste er vier Spieltage pausieren. Erst als sich Eckart Märzke verletzte, kam Kraschina vom sechsten bis zum elften Spieltag wieder in die Mannschaft. Danach wurde er von Jens Pahlke bzw. Silvio Demuth verdrängt und kam bis zum Saisonende nur noch fünfmal zum Einsatz. Für 1985/86 wurde Kraschina noch für die Oberliga gemeldet, wurde dort aber nicht mehr eingesetzt. Stattdessen spielte er für die Reservemannschaft in der drittklassigen Bezirksliga.